# 1996 en informatique
1995 en informatique - 1996 - 1997 en informatique
Cet article présente les principaux évènements de 1996 dans le domaine informatique.

## Événements

### Amérique du Nord
- Mars : La société Tivoli Systems est rachetée par IBM pour un montant de 750 millions de dollars.
- Été : Le Gartner Group publie ses premières estimations sur le projet Y2K (bogue de l'an 2000), qui s'élèvent de 300 à 600 milliards de $ dans le monde.
- 31 juillet : Y2K, Le président Bill Clinton est alerté par lettre sur les risques de défaillance des équipements informatiques par le sénateur Moynihan.
- Clinger-Cohen Act.

### Europe / France
- 18 septembre :

Y2K : Premier article paru dans la presse sur les aspects juridiques :
Frédérique DUPUIS-TOUBOL et Stéphane LEMARCHAND, Les aspects juridiques du passage an 2000 des systèmes d'informations. Les Echos du 18 septembre 1996.
- 20 novembre :

Fondation de l'April, une association de défense et de promotion du logiciel libre.

## Standards
- Juin : cadre d'architecture C4ISR V1.0.
- Publication du modèle CobiT de gouvernance des systèmes d'information.

## Technologie
Sortie de la carte graphique 3dfx vodoo 1.

## Distinctions
- Le premier Prix Knuth est attribué à Andrew Yao
- Le Prix Turing revient à Butler Lampson pour sa contribution dans le développement de l’informatique personnelle et distribuée.
- La Médaille John von Neumann revient à Carver Mead